# Departamento Libertador General San Martín (San Luis)
Libertador General San Martín es un departamento de la provincia de San Luis, Argentina. Según el censo de 2022, tiene una población de 4691 habitantes.
Tiene 3021 km² y limita al norte con el departamento de Junín, al este con el de Chacabuco, al sur con el de Coronel Pringles, y al oeste con el de Ayacucho.

## Localidades
- Las Aguadas
- Las Chacras
- Las Lagunas
- Las Vertientes
- Paso Grande
- San Martín
- Villa de Praga

- Potrerillo

## Parajes
- Alsa
- Bajo de Véliz
- Barranca Alta
- Buena Vista
- Cabeza de Novillo
- Cañada Quemada
- Casa de los Tigres
- Cerros Largos
- El Arenal
- El Divisadero
- El Estanquito
- El Puesto
- El Rincón
- El Valle
- Intihuasi
- La Ciénaga
- La Cocha
- La Huertita
- Las Huertas
- La Ramada
- La Totora
- Las Lagunas
- Los Comederos
- Manantial
- Mesilla del Cura
- 9 de julio
- Piedras Anchas
- Potrerillo
- Puerta Colorada
- Quebrada de San Vicente
- Rincón del Carmen
- Rodeo Viejo
- San Antonio
- San Isidro
- San Rafael
- Santa Rosa
- Tala Verde

## Demografía
| Población | 7891 | 8881    | 9234   | 10 749  | 9545    | 7847    | 6790    | 5939    | 5189    | 4707    | 4691 |
| Variación | -    | +12,54% | +3,97% | +16,40% | -11,20% | -17,78% | -13,47% | -12,53% | -12,62% | -10,00% | -0.3 |

Fuente: Instituto Nacional de Estadísticas y Censos, INDEC